# Sport Federatie Quintus

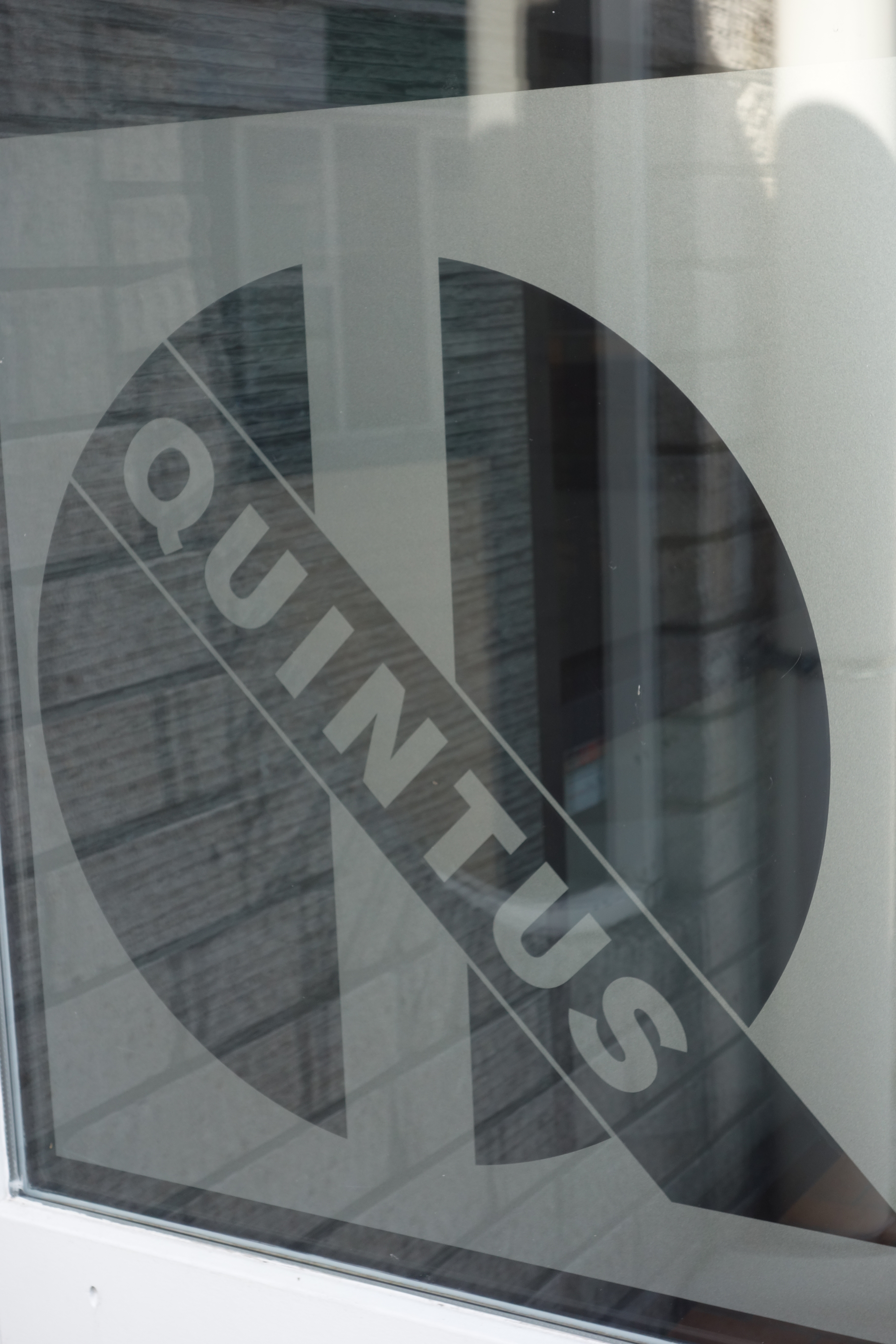
Logo van Quintus

Sport Federatie Quintus is een omnisportvereniging uit Kwintsheul in Westland. Er wordt top- en breedtesport bedreven in zeven verschillende sporten: handbal, badminton, voetbal, tennis, jeu de boules, gymnastiek en volleybal. De handbaltak komt uit op het hoogste niveau in Nederland.
In 2007 fuseerden VV Pijlslag uit Naaldwijk met Quintus Volleybal, waardoor de fusievereniging VV Pijlslag Quintus is ontstaan. 

## Sporten
- Quintus Handbal, opgericht 1950
- Quintus Gymnastiek, opgericht 1958
- Quintus Voetbal, opgericht 1971
- VV Pijlslag Quintus, opgericht 1971
- Quintus Badminton, opgericht 1979
- TV Quintus, opgericht 1985
- Jeu-de-Boules Quintus, opgericht 1989